# Matilde Salamanca
Matilde Javiera de Salamanca (Capitanía general de Chile, [cita requerida] c. 1725-1820) fue una terrateniente chilena, recordada principalmente por haber legado los terrenos donde posteriormente se fundaría la localidad de Salamanca, en la región de Coquimbo, la cual lleva su nombre.
Fue una de las mujeres más ricas de la capitanía general de Chile.

## Biografía
Matilde de Salamanca fue la hija mayor de Manuel de Salamanca, Gobernador Real y Capitán General de Chile, y de Isabel Zabala de Bustamante. 
Contrajo matrimonio con el comisario Gaspar de Ahumada y Mendoza, encomendero de Choapa, y en segundas nupcias con el Maestro de Campo Don Antonio Avaria. En ambos matrimonios no tuvo hijos.
En 1776 hace un reclamo pidiendo testimonio en forma para poder reclamar los bienes que su padre poseyó en Angol. Por otra parte, le escribió al Virrey del Perú José de Armendáriz, I marques de Castelfuerte, al presidente de Chile en que le habla del terremoto del año 1730 y de la escasez de materiales de batalla.
La fortuna de Matilde de Salamanca provino en gran medida de la herencia recibida tras el fallecimiento de su primer esposo, Gaspar de Ahumada, esto por medio de la gracia de Francisco Javier de Morales y a través de Real cédula otorgada por el Rey Carlos III de España en donde se le concede la encomienda vacante de Choapa. Entre sus propiedades destacaba la Hacienda del Choapa, compuesta por diversos predios, como Cuncumén, Chillepín, Tranquilla, Coirón, Llimpo, Quelén, Las Casas, Tahuinco, El Tambo, Limáhuida, Las Cañas y Las Vacas.
Fallece en 1820, y con su fallecimiento se extingue la encomienda real del Choapa.

## Testamento y legado
Uno de los aspectos más conocidos de la vida de Doña Matilde es su testamento, que ha sido objeto de múltiples comentarios y rumores en la localidad de Salamanca. Se cree que dejó un legado considerable para la beneficencia y para obras espirituales, aunque no se ha confirmado la veracidad de algunas de las afirmaciones populares, como el nombramiento de Bernardo O'Higgins como albacea de su testamento. Matilde falleció antes de la fundación oficial de la ciudad de Salamanca, lo que hace poco probable que haya tenido una relación directa con los terrenos que donó a este pueblo, como sugieren algunas fuentes.
En su testamento, dejó diez mil pesos para la construcción de escuelas en la Villa San Rafael de Rosas (actual Illapel), y seis mil pesos destinados a ejercicios religiosos anuales en la misma villa. Además, estipuló que el remanente de su fortuna fuese utilizado para obras espirituales en beneficio de su alma. Parte de estos bienes fue administrada por la Iglesia y posteriormente, por orden del Director Supremo Bernardo O'Higgins, se destinaron a instituciones de beneficencia.
La Hacienda del Choapa fue cedida por testamento en 1820 a la iglesia, luego en 1821 por O'Higgins a la Beneficencia Pública, y en 1833 son legadas once haciendas al Servicio Nacional de Salud hasta 1963, para luego entrar al proceso de reforma agraria.
Debido a la herencia de Matilde, la antigua Casa de huérfanos y Hospicio en Santiago centro fue transformada en una maternidad en 1831. Este lugar se transformó en 1834 en la escuela de Obstetricia de Chile bajo la dirección del doctor Lorenzo Sazié.

## Literatura complementaria
- Foerster González, Rolf; Montecino Aguirre, Sonia (2023). La Hacienda Choapa y la fundación de Salamanca: documentos para la comprensión de su gravitación simbólica y política (1806 a 1844). Rectángulos de Agua Ediciones.